# 北永川駅
北永川駅（プギョンチョンえき）は、大韓民国慶尚北道永川市にある韓国鉄道公社の駅である。

## 利用可能な路線
- 韓国鉄道公社
  - 中央線
  - 永川三角線

## 駅構造
- 1面1線の地上駅。

## 歴史
- 1977年3月1日：信号場として開業[1]。
- 1990年3月1日：旅客取扱開始配置簡易駅に昇格[2]。
- 1992年3月27日：駅舎新築。
- 2004年12月10日：無配置簡易駅に降格[3]。
- 2006年12月18日：無人化。
- 2017年9月8日：大邱線河陽駅 - 永川駅間複線電化工事に伴い700m北に移設[4]
- 2024年12月18日：旅客営業中止、信号場となる。

## 隣の駅
韓国鉄道公社
中央線
軍威駅 - 北永川駅 - 永川駅
永川三角線
河陽駅 - (琴湖駅) - 北永川駅